# Arturo Soria
Arturo Soria y Mata, né le 15 décembre 1844 à Madrid et mort le 6 novembre 1920 dans la même ville, est un urbaniste espagnol connu par son projet de Cité linéaire.

## Biographie
Ne pouvant pas étudier le génie civil, il se présente à un concours pour la télégraphie de l'État, à l'issue duquel il est admis à l'école du cadastre.
Il est l'un des promoteurs du tramway, du train de banlieue à Madrid et d'un système téléphonique urbain en 1887.

## Œuvres
- El origen poliédrico de las especies (1894)
- Contribución al origen poliédrico de las especies (1896)[2]
- Génesis (1913)
- Filosofía barata: apuntes sociológico-científicos (1926)
- Conferencia dada en el Ateneo de Madrid por Arturo Soria y Mata acerca de la nueva arquitectura de las ciudades (1894)
- Cosas de Madrid: apuntes y comentarios municipales (1935)
- La cité linéaire: conception nouvelle pour l'aménagement des villes

### Articles deSophia
- Génesis (1897-1898)[3]
- La ciencia precristiana: la teoría pitagórica de la evolución (1899)
- La forma del universo (1900)
- Mecánica espiritual: la educación (1902)